# Viola Wills
Viola Wills (Los Angeles, 30 de dezembro de 1939 - Arizona, 6 de maio de 2009) foi uma cantora pop estadunidense, melhor conhecida pela interpretação da música Gonna Get Along Without You Now (1979). Outros sucessos foram Both Sides No(1986), e If You Could Read My Mind (1980).

## Carreira
Nascida Viola Mae Wilkerson , casou muito cedo e já era mãe de seis filhos antes dos 21 anos quando foi descoberta em 1965 por Barry White, que a levou para a gravadora Bronco Records e trocou seu sobrenome para Wills. Começou sua carreira no Los Angeles Conservatory of Music  e nos anos seguintes, além de acompanhar White também trabalhou com Joe Cocker, Smokey Robinson e outros artistas conhecidos. Enquanto fazia back-vocals para Cocker em Londres, gravou  solo pela primeira vez. Seu sucesso Gonna Get Along Without You Now, gravado em 14 de maio de 1979 a lançou ao sucesso, dando a Willis o título de  disco diva.